# Овен (село)
Овен (болг. Овен) — село в Болгарии. Находится в Силистренской области, входит в общину Дулово. Население составляет 1 007 человек.

## Политическая ситуация
В местном кметстве Овен, в состав которого входит Овен, должность кмета (старосты) исполняет Юмер Февзи Мехмед (Движение за права и свободы (ДПС)) по результатам выборов правления кметства.
Кмет (мэр) общины Дулово — Митхат Мехмед Табаков (Движение за права и свободы (ДПС)) по результатам выборов в правление общины.